# 슬로베니아의 국장

슬로베니아의 국장

슬로베니아의 국장은 1991년에 제정되었다.
빨간색 테를 두른 파란색 방패 안에는 슬로베니아에서 가장 높은 산인 하얀색 트리글라우산이 그려져 있다. 산 아래에는 두 개의 파란색 물결 무늬가 그려져 있으며 산 위에는 삼각형 모양을 만든 세 개의 노란색 육각별이 그려져 있다.
두 개의 물결 무늬는 아드리아해와 슬로베니아의 강을 뜻하며 세 개의 육각별은 14세기 말부터 15세기 초까지 중세 슬로베니아를 지배했던 첼레 백작의 문장에서 유래된 문양이다.

## 역대 슬로베니아의 국장

슬로베니아 사회주의 공화국의 국장